# FC Sireți
El FC Sireți es un club de fútbol de Sireți, Moldavia. Fue fundado en 2017 y juega en la Divizia B, la tercera división del fútbol moldavo. El equipo manda sus partidos de local en el Stadionul Hârtop Sireți, que tiene capacidad para 1.000 personas.

## Palmarés
- Divizia B

Campeón (1): (2017)